# Dimorphocarpa
Dimorphocarpa – rodzaj roślin należący do rodziny kapustowatych. Obejmuje cztery gatunki występujące w południowo-zachodniej części Stanów Zjednoczonych oraz w północnym Meksyku. Rośliny związane są z siedliskami suchymi. Dimorphocarpa wislizeni wykorzystywany bywa lokalnie jako roślina lecznicza, w przypadku chorób skóry.
Naukowa nazwa rodzaju powstała ze złączenia dwóch słów łacińskich: dimorphus znaczącego „mający dwie formy” i carpus znaczącego „owoc”. Powodem było występowanie dwóch typów owoców u niektórych przedstawicieli rodzaju.

## Morfologia
PokrójRośliny zielne, zwykle jednoroczne lub dwuletnie, rzadziej byliny. Pędy prosto wzniesione lub podnoszące się, nierozgałęzione lub rozgałęzione na różnej wysokości, zawsze gęsto owłosione. Włoski drzewkowato rozgałęzione.
LiścieOdziomkowe i łodygowe, dolne ogonkowe, nie tworzą rozety przyziemnej, górne krótkoogonkowe do siedzących pojedynczo. Blaszka całobrzega, ząbkowana do klapowanej.
KwiatyZebrane w grona silnie wydłużające się w czasie owocowania. Szypułki cienkie, odstające od osi kwiatostanu do wzniesionych. Działki kielicha rozpostarte, boczna para nie jest woreczkowato rozdęta. Płatki korony cztery, białe do jasnofioletowych, jajowate, z wyraźnym paznokciem. Pręcików 6, czterosilnych, z podługowatymi, czasem u nasady strzałkowatymi pylnikami. Zalążnia górna z dwoma zalążkami zwieńczona jest krótką lub niemal całkiem zredukowaną szyjką słupka i całobrzegim znamieniem.
OwoceŁuszczynki składające się dwóch, jednonasiennych, zaokrąglonych, spłaszczonych i oskrzydlonych części.

## Systematyka
Pozycja systematyczna
Rodzaj należy do rodziny kapustowatych (Brassicaceae), a w jej obrębie do plemienia Physarieae. Rozważane jest włączenie tych roślin do rodzaju Dithyrea.
Wykaz gatunków
- Dimorphocarpa candicans (Raf.) Rollins
- Dimorphocarpa membranacea (Payson) Rollins
- Dimorphocarpa pinnatifida Rollins
- Dimorphocarpa wislizeni (Engelm.) Rollins